# Charles Vanden Wouwer
Charles Vanden Wouwer (7 de setembre de 1916 - 1 de juny de 1989) fou un futbolista belga.

## Selecció de Bèlgica
Va formar part de l'equip belga a la Copa del Món de 1938. Fou jugador del Beerschot.